# كريس نان
كريس نان (بالإنجليزية: Chris Nunn)‏ هو منافس ألعاب قوى أسترالي، ولد في 18 ديسمبر 1958 في Maffra ‏ في أستراليا.

## روابط خارجية
- كريس نان على موقع النتائج التاريخية لألعاب القوى الأسترالية (الإنجليزية)
- كريس نان على موقع اتحاد ألعاب الكومنولث (مؤرشف) (الإنجليزية)